# 茨城廃寺跡

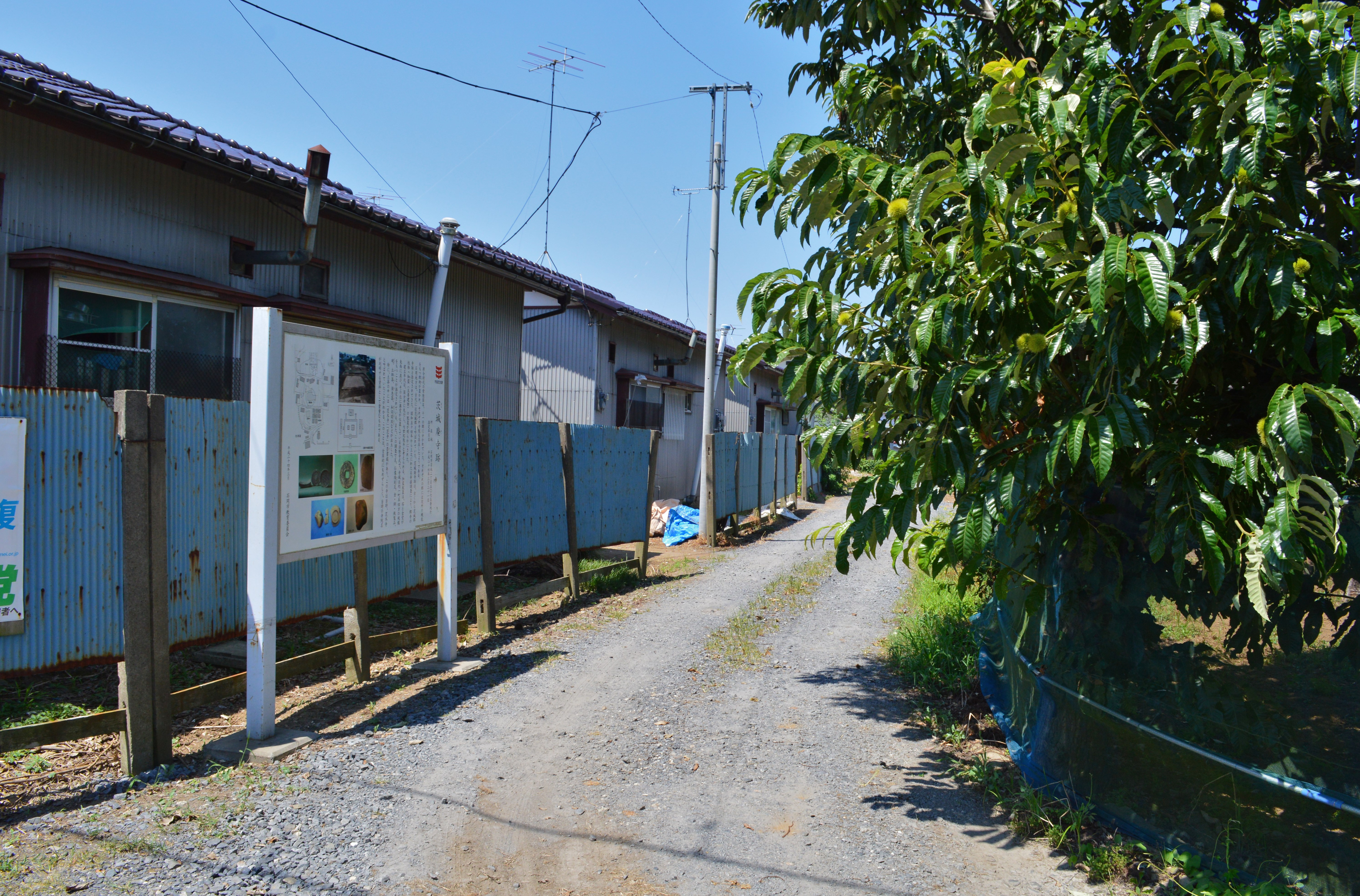
茨城廃寺跡 説明板付近

茨城廃寺跡（ばらきはいじあと）は、茨城県石岡市貝地（かいじ）にある古代寺院跡。常陸国茨城郡の郡寺跡とされ、石岡市指定史跡に指定されている。

## 概要

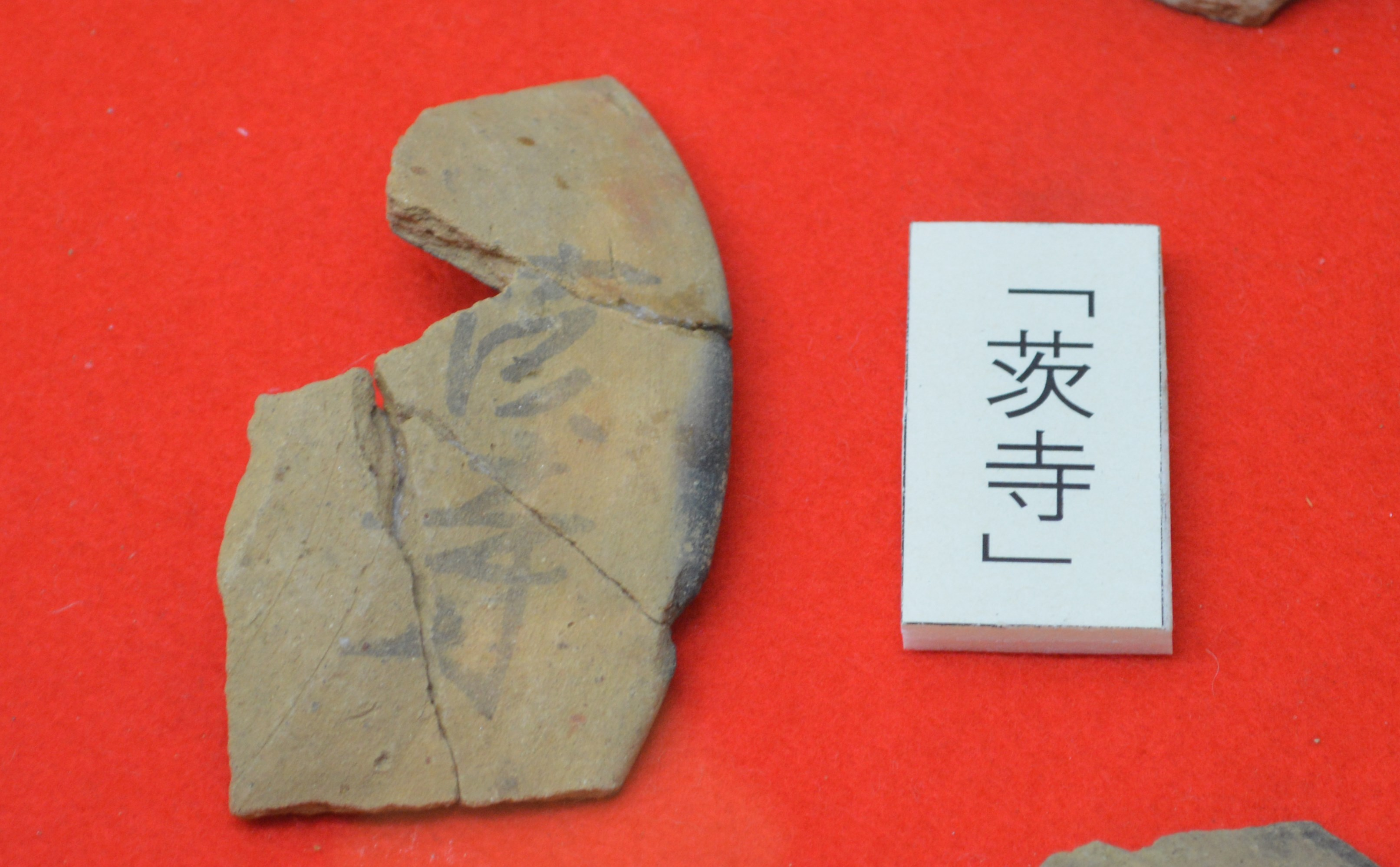
「茨寺」墨書銘土器石岡市民俗資料館展示。

石岡台地南縁部にある寺院跡で、かつては「小目代（こもくだい）廃寺」の名で知られた。古くから茨城郡寺の跡と推定されていたが、1979年（昭和54年）からの3次にわたる調査によって伽藍配置が明らかとなり、国分寺に先行して7世紀後半頃に建立された初期寺院の遺構と推測されている。
出土遺物として、先の発掘調査では瓦、仏像線刻瓦、金・銅・鉄製品、硯、土師器、須恵器、和同開珎等が見つかっている。特に、墨書銘として「茨木寺」・「茨寺」の文字を有する土器が見つかったことから当時の寺院名が明らかとなり、茨城郡寺であることも確実となった。また、この銘の存在は「茨城」の地名変遷の一面を物語るものにもなる。以上の出土物の一部は石岡市民俗資料館、常陸風土記の丘で展示されている。
2011年（平成23年）からは第4次調査が実施され、その中で寺域北方が確定された。2012年（平成24年）には遺構が石岡市指定史跡に指定された。さらに2016年（平成28年）の第6次調査では中門の遺構が発見され、法隆寺式の伽藍配置であったことが確定している。また、寺跡周辺では7個の礎石が伝わっているが、それらは円柱座造出を持つ古い形式であり、それぞれ石岡市指定有形文化財に指定されている。

## 伽藍

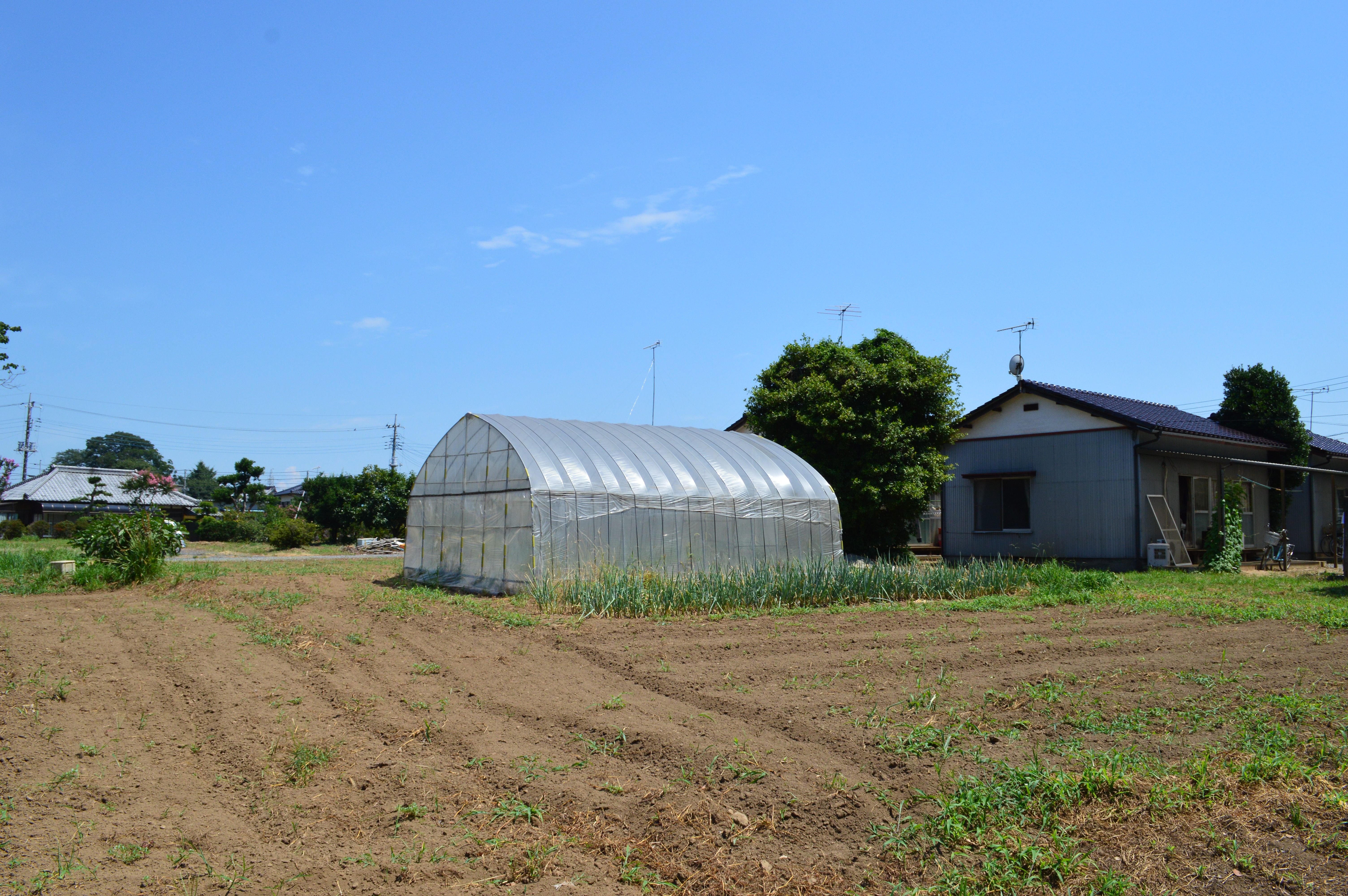
南西より主要伽藍跡全景ビニールハウス左手に塔跡、右建物下に金堂跡、中央奥に講堂跡が所在。

寺域は1町半四方と推定される。塔と金堂が東西に並び、その北に講堂が位置する法隆寺式の伽藍配置である。

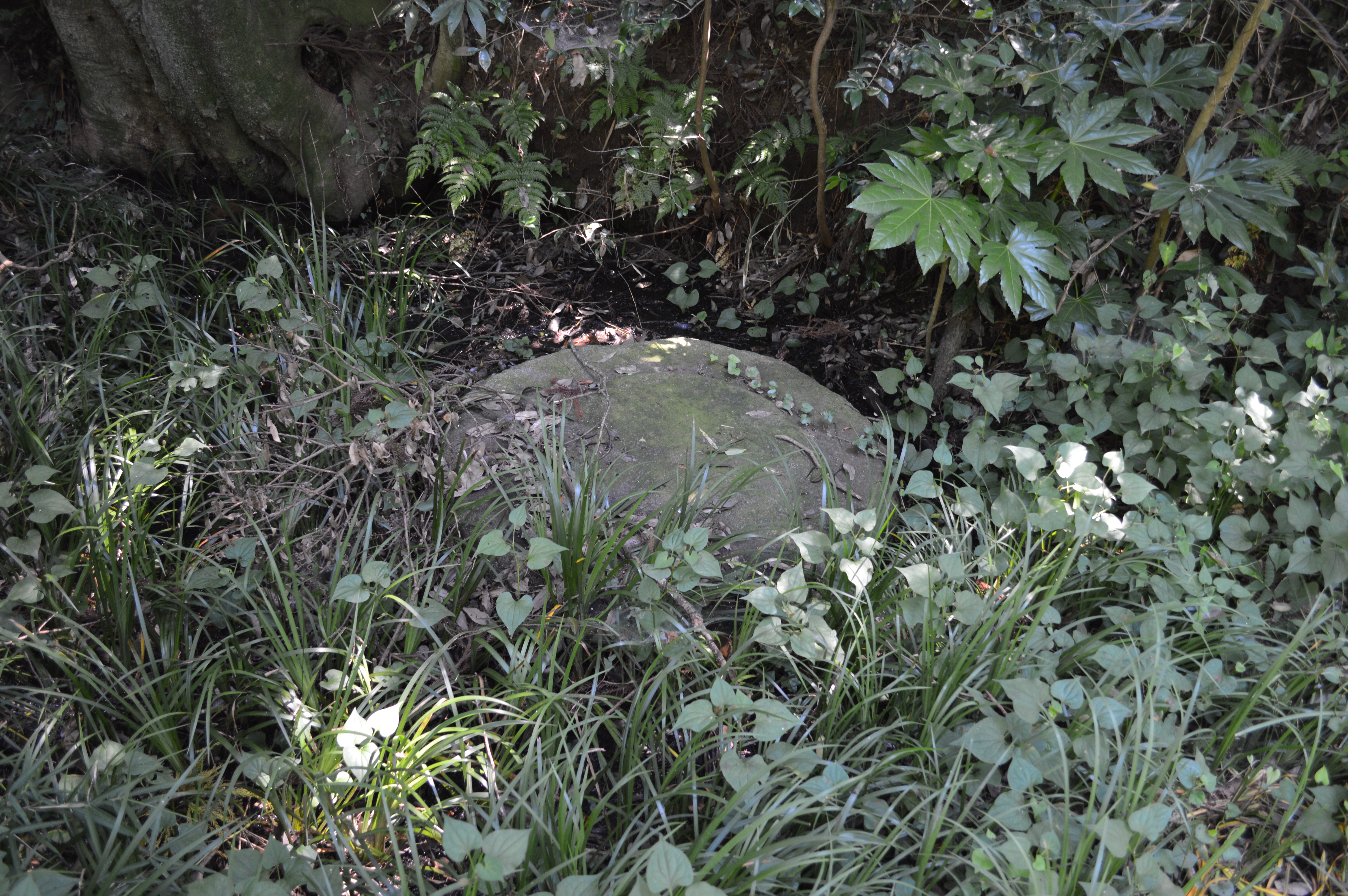
5号礎石
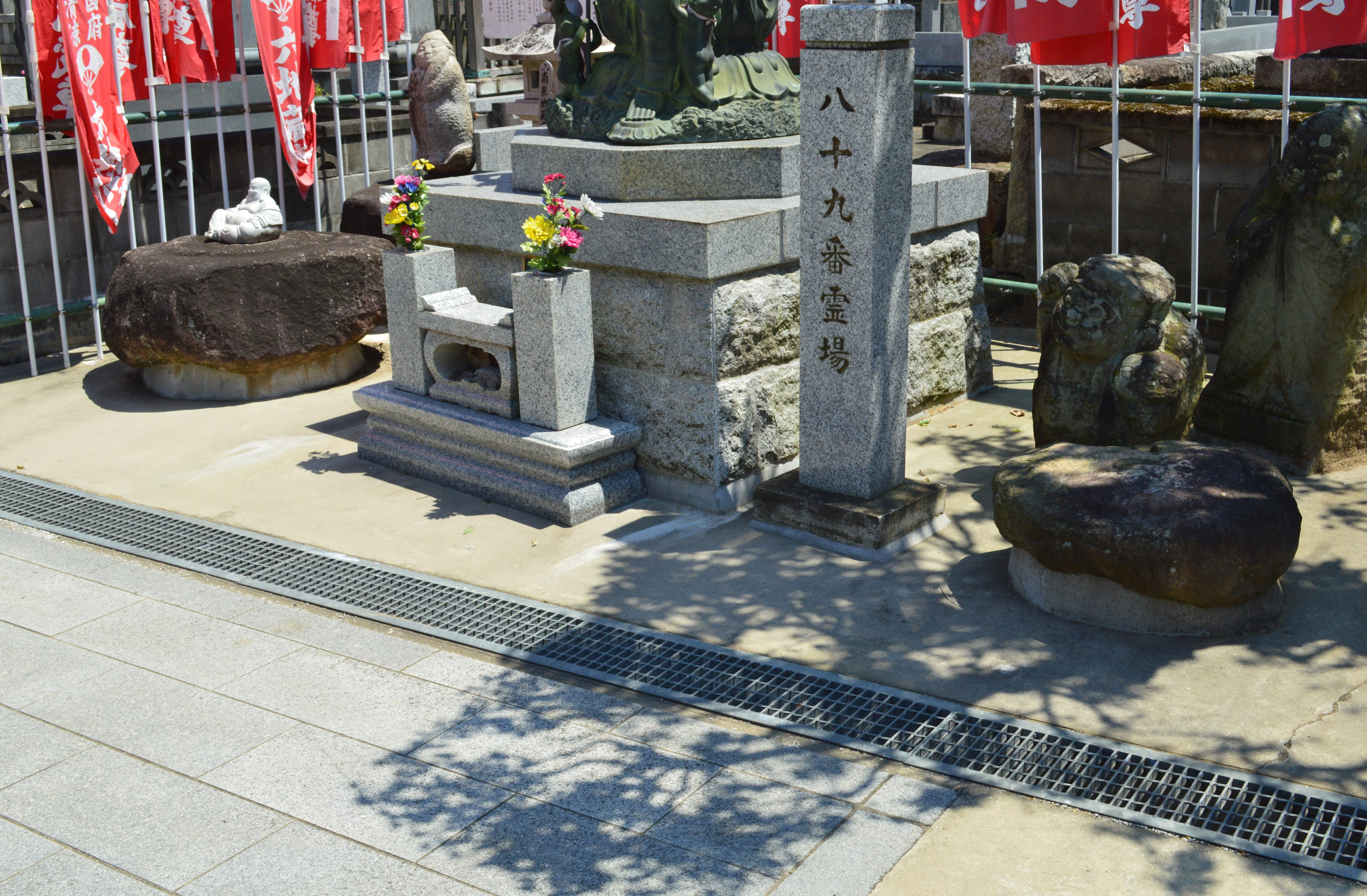
6号・7号礎石（右端・左端：清涼寺境内）
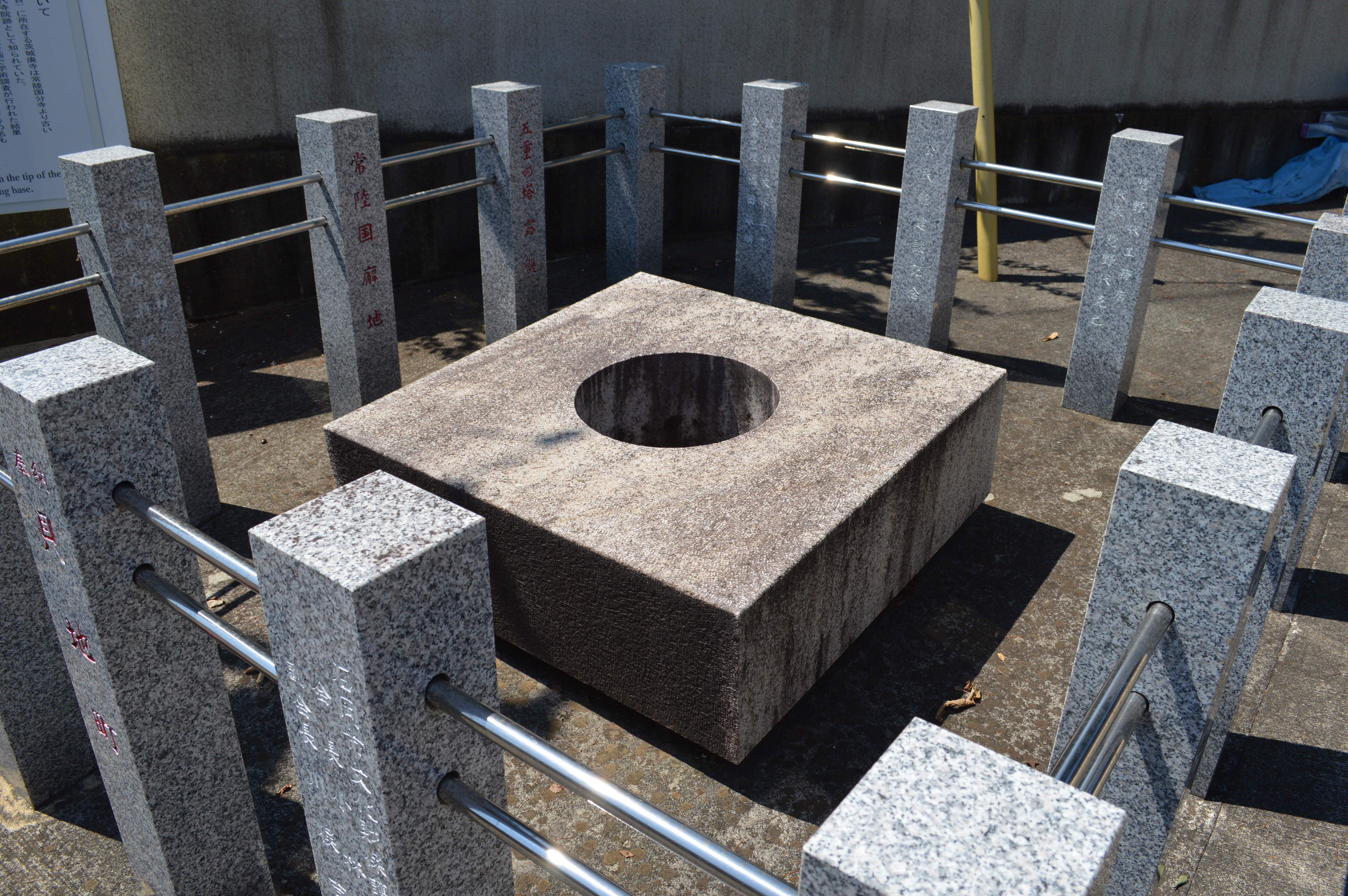
石造露盤（複製）

## 文化財

### 石岡市指定文化財
- 有形文化財
  - 茨城廃寺礎石1号・2号・3号・4号（考古資料） - 国府五丁目に所在。1980年（昭和55年）6月27日指定[7]。
  - 茨城廃寺礎石5号（考古資料） - 貝地二丁目に所在（北緯36度10分52.95秒 東経140度16分49.75秒 / 北緯36.1813750度 東経140.2804861度）。1980年（昭和55年）6月27日指定[7]。
  - 茨城廃寺礎石6号（考古資料） - 国府六丁目の清凉寺境内に所在（北緯36度11分15.94秒 東経140度16分22.33秒 / 北緯36.1877611度 東経140.2728694度）。1980年（昭和55年）6月27日指定[7]。
  - 茨城廃寺礎石7号（考古資料） - 国府六丁目の清凉寺境内に所在。1985年（昭和60年）11月8日指定[7]。
- 史跡
  - 茨城廃寺跡 - 2012年（平成24年）3月21日指定[7]。

### 関連文化財
- 瓦塚窯跡
国の史跡。茨城廃寺のほか常陸国府・常陸国分寺・常陸国分尼寺に用いられた瓦などの生産地で、石岡市部原に所在（北緯36度16分31.47秒 東経140度13分12.24秒 / 北緯36.2754083度 東経140.2200667度）。
1937年（昭和12年）7月16日に「瓦塚」として茨城県指定史跡に指定[8]。2017年（平成29年）10月13日に「瓦塚窯跡」として国の史跡に指定[9][10]。

## 関連文献
（記事執筆に使用していない関連文献）
- 『茨城県石岡市 茨城廃寺跡 -第4・5次調査のあらまし-』石岡市教育委員会、2015年。 - リンクは奈良文化財研究所「全国遺跡報告総覧」。